# Miletus dossemus
Miletus dossemus är en fjärilsart som beskrevs av Hans Fruhstorfer 1913. Miletus dossemus ingår i släktet Miletus och familjen juvelvingar. Inga underarter finns listade i Catalogue of Life.